# Hans-Joachim Müller (Kunstkritiker)
Hans-Joachim Müller (* 1947 in Stuttgart) ist ein deutscher Kunstkritiker.

## Leben
Hans-Joachim Müller studierte in Freiburg Kunstgeschichte und Philosophie. Anschließend arbeitete er über viele Jahre im Feuilleton von Die Zeit und wurde zuletzt Feuilletonchef der Basler Zeitung.
Neben seinem journalistischen Interesse hat er zahlreiche Bücher publiziert, nicht nur zu Künstlern wie Erich Heckel oder Walter Moroder, sondern auch zu Sammlern wie Ernst Beyeler oder Ausstellungsmachern wie Harald Szeemann.

## Veröffentlichungen
- Erich Heckel. Der stille Expressionist. Über Leben und Kunst. Verlag der Stadt Villingen-Schwenningen, Villingen-Schwenningen 2009, ISBN 978-3-939423-18-8.
- Walter Moroder. Skulpturen. Wienand Verlag, Köln 2006, ISBN 3-87909-896-4.
- Harald Szeemann. The Exhibition Maker. Hatje Cantz Verlag, Ostfildern 2006, ISBN 3-7757-1704-8.
- Ernst Beyeler. Opinio Verlag, Basel 2011, ISBN 978-3-03999-013-9.